# Andy Cruz
Andy Cruz (12 de agosto de 1995) é um boxeador cubano, campeão olímpico.

## Carreira
Cruz conseguiu dois ouros nos Jogos Pan-Americanos, bem como no Campeonato Mundial da AIBA. Ele conquistou a medalha de ouro nos Jogos Olímpicos de Verão de 2020 em Tóquio, após derrotar o estadunidense Keyshawn Davis na categoria peso leve e consagrar-se campeão.